# 크로우즈 제로
《크로우즈 ZERO》(クローズZERO)는 주간 소년 챔피언에서 2008년 50호부터 2010년 28호까지 연재된 일본 만화이다. 작가는 무토 쇼고, 만화는 나이토 겐이치가 그렸다. 단행본은 전 9권. 2007년 오구리 슌 주연으로 실사 영화화되었다.

## 단행본
1. ISBN 978-4-253-20903-8 2009년 4월 8일 발매
2. ISBN 978-4-253-20904-5 2009년 4월 8일 발매
3. ISBN 978-4-253-20905-2 2009년 6월 8일 발매
4. ISBN 978-4-253-20906-9 2009년 8월 7일 발매
5. ISBN 978-4-253-20907-6 2009년 11월 6일 발매
6. ISBN 978-4-253-20908-3 2010년 2월 8일 발매
7. ISBN 978-4-253-20909-0 2010년 4월 8일 발매
8. ISBN 978-4-253-20910-6 2010년 5월 7일 발매
9. ISBN 978-4-253-21115-4 2010년 8월 6일 발매

## 영화

### 크로우즈 제로
《크로우즈 제로》(クローズZERO)는 다카하시 히로시의 만화 《크로우즈》를 원작으로 2007년 10월 27일 개봉된 일본 영화이다. 2009년에 4월 11일는 속편인 《크로우즈 제로 2》가 개봉되었다. 전편은 25억엔, 후편은 30.2억엔의 대히트를 기록했다.

#### 출연진
- 야마다 다카유키
- 오구리 슌
- 기리타니 겐타
- 가미지 유스케
- 구로키 메이사
- 마쓰시게 유타카
- 시오미 산세이
- 기시타니 고로
- 엔도 겐이치

#### 스태프
- 원작 : 타카하시 히로시
- 감독 : 미이케 다카시
- 프로듀서 : 야마모토 마타이치로
- 기획 : 하마나 가즈야
- 각본 : 무토 쇼고
- 음악 프로듀서 : 후루카와 히로시
- 음악 : 오츠 나오키
- 제작 : "크로우즈 ZERO"제작위원회 (TBS, 트라이스톤 엔터테인먼트, 도호, MBS, 아키타 서점, CBC, 해피 넷트)
- 배급 : 도호

#### 수상 정보
- 제17회 일본 영화 비평가 대상 남우주연상 - 오구리 슌
- 제17회 일본 영화 비평가 대상 남우조연상 - 아베 교스케

### 크로우즈 제로 II

#### 출연진
- 오구리 슌
- 카네코 노부아키
- 아베 교스케
- 다카오카 소스케
- 야마다 다카유키
- 기리타니 겐타
- 가미지 유스케
- 구로키 메이사
- 마쓰시게 유타카
- 시오미 산세이
- 기시타니 고로
- 엔도 겐이치
- 미우라 하루마
- 아이카와 쇼 ※특별출연

#### 스태프
- 원작 : 타카하시 히로시
- 감독 : 미이케 다카시
- 프로듀서 : 야마모토 마타이치로
- 기획 : 하마나 가즈야
- 각본 : 무토 쇼고 , 미즈시마 리키야
- 음악 프로듀서 : 후루카와 히로시
- 음악 : 오츠 나오키
- 제작 : "크로우즈 ZERO"제작위원회 (TBS, 트라이스톤 엔터테인먼트, 도호, MBS, 아키타 서점, CBC, 해피 넷트)
- 배급 : 도호